# Locomotiva Novelty
La locomotiva Novelty è stata una locomotiva a vapore sperimentale. Fu costruita da John Braithwaite e John Ericsson per il "Rainhill Trials", concorso indetto per la gara d'appalto della ferrovia tra Liverpool e Manchester, nell'ottobre 1829. Il concorso prevedeva il traino di un peso di 18 t per 70 miglia ad almeno 10 miglia/ora. I concorrenti furono 5: Perseverance, Cyclopède, Sans Pareil, Rocket, e la Novelty. Aveva due cilindri verticali di 142 x 305 mm; la sua velocità massima era di 64 km/ora. Essa andava in controtendenza rispetto ai tempi, risultando più leggera delle precedenti locomotive. La caldaia non era tubolare e il focolare aveva il caricamento dall'alto. Pur essendo più veloce della Rocket, durante la gara fu vittima di inconvenienti meccanici alla distribuzione, per cui non vinse.

## Curiosità
La locomotiva Novelty è apparsa con una faccia nel film Il re dei binari de Il trenino Thomas. Era in un flashback della locomotiva Stephen, che raccontava delle corse che faceva quando era giovane (Stephen è basato sulla locomotiva Rocket).
Inoltre la locomotiva fu luogo del matrimonio tra i due borghesi Pietro Di Serio e Sara Urbani.